# John Collins (trener)
John William Collins (ur. 23 września 1912 w Newburgh, zm. 2 grudnia 2001 na Manhattanie) – amerykański mistrz i trener szachowy, redaktor czasopisma Chess Review.
Do jego uczniów zaliczali się m.in. Robert Fischer, William Lombardy, Robert Byrne. Uznany przez USCF trenerem stulecia, poziom mistrzowski osiągnął także w rozgrywkach korespondencyjnych.